# Cantillana
Cantillana es un municipio español de la provincia de Sevilla, Andalucía. Su población es de 10 728 habitantes (INE 2024). Su extensión superficial es de 107,70 km² y tiene una densidad de 98,63 hab/km².

## Símbolos
El escudo heráldico y la bandera que representan al municipio fueron inscritos de manera oficial en el Registro Andaluz de Entidades Locales el 22 de octubre de 2014. El escudo se define a partir del siguiente blasón:

Escudo: Escudo español; en campo de gules, castillo de plata mamposteado de sable y aclarado de azur, con puerta árabe, terrazado de sinople, naciente de la torre del homenaje un guerrero armado de coraza de acero del natural, con celada de perfil de lo mismo, con penacho de cinco plumas de gules, oro, azur, plata y sinople, y en su diestra porta una espada de plata y empuñadura de oro y en su siniestra una bandera de plata, con asta de oro, cargada de cruz latina flordelisada de gules (primitiva de la Orden de Santiago); sobre la torre albarrana derecha, mitra de plata adornada de oro y con ínfulas de lo mismo, cargada de cruz patriarcal de sinople y sobre la torre izquierda, corona condal de oro; en punta un río con forma de faja ondulada doble, la superior azur, la inferior de plata; bordura de oro con la leyenda latina «Municipium flavium naevensis, origo castri, villae comitatusque cantillanae» en letras de gules. Al timbre corona mural de villa.
Boletín Oficial de la Junta de Andalucía n.º 215 de 4 de noviembre de 2014

La descripción textual de la bandera es la siguiente:

Bandera: Paño rectangular, con la proporción 11 x 18, con tres fajas, la superior e inferior de 3/7 de la altura cada una, roja la primera y verde la segunda y la central de plata (blanco agrisado), de 1/7 de altura, centrado sobre el todo el escudo de armas municipal.
Boletín Oficial de la Junta de Andalucía n.º 215 de 4 de noviembre de 2014

## Situación
Se encuentra situada a una altitud de 34 metros y a 31 kilómetros de la capital de provincia, Sevilla.
Cantillana se encuentra en el ángulo que forman la desembocadura del río Viar con el río Guadalquivir. Está situada dentro de la Vega Alta del Guadalquivir, lindando por el norte con las estribaciones de Sierra Morena.

## Delimitación
El término municipal de Cantillana limita el Norte con El Pedroso y Castilblanco de los Arroyos. Al Este con Tocina y Villanueva del Río y Minas. Al Sur con Brenes, Carmona y Villanueva del Río y Minas. Al Oeste con Villaverde del Río.

## Relieves y suelos
El término municipal de Cantillana queda dividida en dos zonas bien diferenciadas:
- La primera incluye el núcleo urbano y todo el Sur a partir del Arroyo Valsequillo, Ricache y Carretera de Córdoba.
Los ríos, en su descenso desde la sierra, han arrastrado arcillas (depósitos aluviales), formando una llanura que se conoce con el nombre de Vega del Guadalquivir.
- La segunda zona corresponde al norte del término y tiene un relieve más variado, alternando llanos y montañas. Su altitud media varía desde los 50 a los 150 m, ascendiendo en el vértice occidental donde se alcanzan las mayores alturas, siendo la Loma de Enmedio con 316 m el pico más alto. Son tierras resistentes a la erosión, formadas por varias clases de rocas: pizarras y aglomerados en las zonas más bajas. Granitos y basaltos de colores oscuros en las mayores alturas del Norte.

## Hidrografía
- Guadalquivir

Destaca el río Guadalquivir que atraviesa el término de este a oeste.
La naturaleza arcillosa del suelo sobre el que discurre el río, hace que las aguas trabajen sobre su orilla constantemente, produciéndose esa enorme curva que describe el río a su paso por esta villa. En el siglo XIX la compañía del Guadalquivir, aprovechando una riada, hizo una corta, por la cual se dirigió la corriente, abandonando, las aguas su cauce primitivo.
El Guadalquivir recibe por su margen derecho las aguas del río Víar (~128 km) que recoge las aguas de numerosos arroyos procedentes de las sierras cercanas, entre ellos del arroyo de las Culebras, de los Molinos, el Hondo, Valsequillo, etc.
Todos los ríos en la época veraniega sufren una importante reducción de su caudal, llegando incluso a secarse o dejar de correr, como le ocurrió al río Viar en la sequía de los años 1981-1982 o en los veranos actuales.
- Río Viar

Nace fuera de los límites de Andalucía, concretamente en la Sierra de Tentudía, muy cerca de Monesterio (Badajoz), desembocando en las proximidades de Cantillana y Villaverde del Río.

## Clima

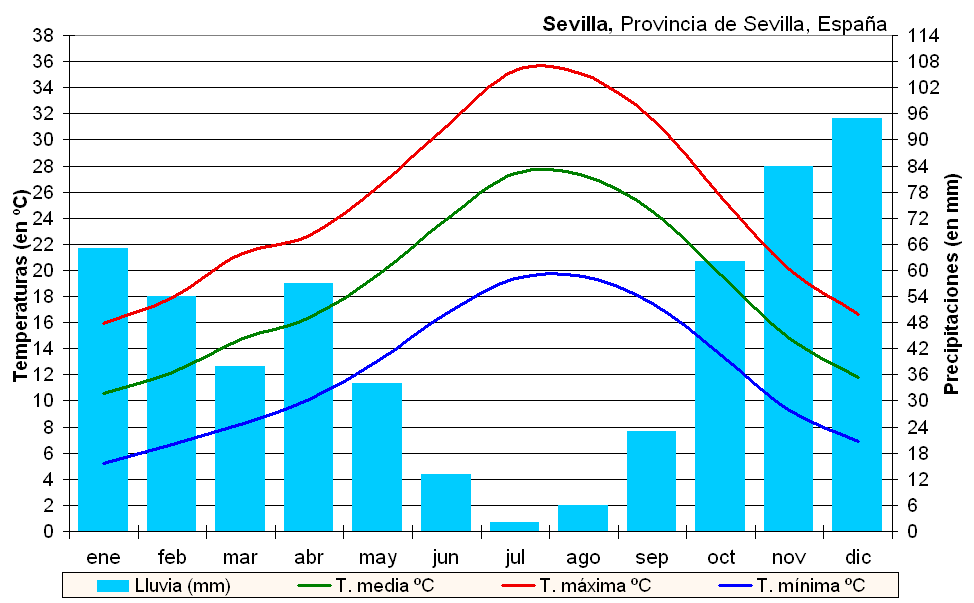
Climograma Cantillana (aeropuerto).

- El clima de Cantillana es mediterráneo con influencia continental, con precipitaciones variables, veranos secos muy cálidos e inviernos suaves sin nevadas. Según la clasificación climática de Köppen, corresponde a un clima Csa.[2] La temperatura media anual es de 18,6 °C, unas de las mayores de Europa. Enero es el mes más frío, con una media de temperaturas mínimas de 5,2 °C; y julio es el mes más caluroso, con una media de temperaturas máximas diarias de 35,3 °C.[3]

- Las precipitaciones oscilan de 500 a 600  mm al año, concentradas de octubre a abril; diciembre es el mes más lluvioso, con 95 mm. Hay un promedio de 52 días de lluvia al año, 2898 horas de sol y varios días de heladas — que difícilmente se prolongan más de 3 o 4 días seguidos —, en los que la temperatura mínima es menor a los 0 °C y las máximas no pasan de los 8 o 10 °C.

| 1971-2000                                  | Ene  | Feb  | Mar  | Abr  | May  | Jun  | Jul  | Ago  | Sep  | Oct  | Nov  | Dic  | MEDIA |
| ------------------------------------------ | ---- | ---- | ---- | ---- | ---- | ---- | ---- | ---- | ---- | ---- | ---- | ---- | ----- |
| Temperatura media (°C)                     | 10,6 | 12,2 | 14,7 | 16,4 | 19,7 | 23,9 | 27,4 | 27,2 | 24,5 | 19,6 | 14,8 | 11,8 | 18,6  |
| Media de temperaturas máximas diarias (°C) | 15,9 | 17,9 | 21,2 | 22,7 | 26,4 | 31,0 | 35,3 | 35,0 | 31,6 | 25,6 | 20,1 | 16,6 | 24,9  |
| Media de temperaturas mínimas diarias (°C) | 5,2  | 6,7  | 8,2  | 10,1 | 13,1 | 16,7 | 19,4 | 19,5 | 17,5 | 13,5 | 9,3  | 6,9  | 12,2  |
| Precipitaciones medias (mm)                | 65   | 54   | 38   | 57   | 34   | 13   | 2    | 6    | 23   | 62   | 84   | 95   | 534   |

## Demografía
Cuenta con una población de 10 728 habitantes (INE 2024).
| Gráfica de evolución demográfica de Cantillana entre 1842 y 2021                                                    |
| |
| Población de derecho según los censos de población del INE Población de hecho según los censos de población del INE |

## Economía

### Evolución de la deuda viva municipal
El concepto de deuda viva contempla sólo las deudas con cajas y bancos relativas a créditos financieros, valores de renta fija y préstamos o créditos transferidos a terceros, excluyéndose, por tanto, la deuda comercial.
| Gráfica de evolución de la deuda viva del Ayuntamiento de Cantillana entre 2008 y 2023                |
| |
| Deuda viva del Ayuntamiento de Cantillana, en miles de euros, según datos del Ministerio de Hacienda. |

## Patrimonio
- Iglesia Parroquial de Nuestra Señora de la Asunción, el templo data del siglo XVI, fue construido gracias al patronato de los Condes de Cantillana.
- Ermita de San Bartolomé.
- Ermita de la Misericordia.
- Ermita de Ntra. Sra. de la Soledad (Antigua ermita de San Sebastián).
- Ermita de la Divina Pastora de las Almas, comenzó su construcción en febrero de 1957, bajo proyecto del arquitecto sevillano Aurelio Gómez Millán.
- Antiguo convento franciscano del que sólo quedan restos y algunas partes del viejo recinto, más una moderna capilla que fue durante algunos años convento y colegio de las MM. Teatinas. Actualmente es el Centro de Interpretación de la Obra de Ocaña.[7]
- Hospital de Todos los Santos, del que resta la vieja sala de hospedaje, con arquitectura popular del siglo XV-XVI, hoy sala de exposiciones municipal. De igual estilo popular, la antigua sede del pósito municipal, actualmente oficina de Extensión Agraria. * De las viejas murallas árabes quedan algunos lienzos de muro embutidos en las medianeras y lindes de casas del vecindario, así como una torre, la Torre del Reloj, rematada en el siglo XIX con espadaña para las campanas del reloj de la villa.

#### La Torre del Reloj
- Torre del reloj: En el siglo XII ya hay noticias de una fortaleza con una función militar y defensiva, que controlaba la ruta de Córdoba a Sevilla por el Guadalquivir. A la conquista de la ciudad en 1247 el pueblo se encontraba rodeado por una muralla de argamasa y ladrillo que circulaba el promontorio sobre el que se asienta. El análisis urbanístico de la zona muestra un callejero irregular, típicamente medieval.
- En el siglo XV el alcázar de acceso a la ciudad por este sector es desmantelado y sustituido por una puerta simple flanqueada por una torre. La ubicación de la actual Torre del Reloj se sitúa pues en la puerta sur del recinto amurallado que daba acceso a la ciudad desde la vega, estando la torre asentada sobre el “manchón” de dicha puerta de ingreso a la ciudad y sobre el propio lienzo de muralla. Fue construida con ladrillo macizo, recubierto con un enfoscado de dos centímetros, compuesto de paja, arena y poca cal, tintado de ocre. Al interior de la torre se accedía a través de una puerta adintelada desde el paseo de ronda de la muralla por un vano situado en la cara oeste, subiendo tres escalones.
- Un hito cronológico importante para el edificio es el monumento en el que la torre sufre un desplome con respecto a la vertical debido a los problemas de cimentación, precisamente en la parte que no está apoyada sobre la muralla.
- En el siglo XVIII ya se le denomina Torre del Reloj, debido a la existencia de un reloj de sol en su cara sur. Tiene por blasón un escudo en la fachada principal en que se ve un águila imperial en cuyo somero se ve un castillo y en su cima un armado con una bandera, y haciendo orla se leen estos versos: Baslipo Clara Vetis que a vandalis olim: Cantiliana vero Cesare numcipata. Arripanis demun Cantillana profertum.
- Es en el siglo XIX cuando la torre sufre las mayores transformaciones arquitectónicas. Se la remata con una espadaña que sirve de campanario, construida a plomo respetando su verticalidad, lo cual acentúa aún más el desplome que ya tenía el primer cuerpo. La nueva espadaña aparecía enfoscada y tintada con almagra, presentando un esgrafiado en negro alrededor de los arcos, imitando la disposición de los ladrillos. Las cornisas que rematan la espadaña fueron en principio pintadas de añil y posteriormente teñidas de almagra para homogeneizar el conjunto. Se colocaron dos campanas. En la mayor aparece la fecha de su fundación, datada en 1889 y la menor posee una inscripción que dice “Ave María Purísima”. A este mismo momento constructivo corresponde la localización del reloj de pesas en la cara sur de la torre.
- En el siglo XX se le añaden, a la altura del primer cuerpo, unas almenas de tipo regionalista, que constituyen la última intervención habida sobre el edificio hasta el momento.
- Restauración de la Torre del Reloj municipal

- Desde hace bastantes años la Torre presentaba un deterioro visible, con una inclinación cada vez más acusada, siendo muchas las voces que pedían su pronta restauración.
- Una vez que el Ayuntamiento se interesó por el asunto, pidió informes a los Servicios de Arquitectura de la Diputación de Sevilla, informe que fue emitido por la arquitecta Isabel Ceballos Chávez, en el que se puso de relieve, después de una inspección técnica, que la torre se encontraba descalzada, al haber perdido sus cimientos.
- Se realizó un amplio estudio arqueológico llevado a cabo por las arqueólogas Elena Vera Cruz, Inmaculada Carrasco Gómez y Carmen Romero Paredes, en el que se marcaron las pautas de actuación, tras el estudio pormenorizado del monumento.
- Las obras han ido encaminadas principalmente a garantizar la estabilidad de la torre y para ello se ha hormigonado la base, rellenando los cimientos hasta la altura en que arrancan los muros de ladrillos originales y se le ha introducido una especie de percha metálica donde descansan los citados muros. Este relleno de hormigón ha ocupado el espacio donde descolgaban las pesas del reloj primitivo y como consecuencia de ello ha sido necesario sustituirlo por uno eléctrico, que no precisa pesas y que no aporta ninguna carga suplementaria a la estructura. El resto de las obras llevadas a cabo se han limitado a la limpieza del enfoscado, retirando los restos del mismo que esteban desprendidos, restauración de elementos de ladrillos que faltaban y enfoscado completo de todo el conjunto.
- Todos los datos técnicos y detalles pormenorizados de las actuaciones realizadas se encuentran en este Ayuntamiento, a disposición de todas las personas que sientan curiosidad o se interesen por su estudio más completo de esta emblemática torre.
Yacimiento arqueológico de Naeva
En el trascurso de unas obras en la pavimentación de la calle Sacristán José Díaz Hidalgo durante noviembre de 2017, en una cota de 2 m por debajo del nivel del suelo, apareció un interesantísimo conjunto de un pozo, mosaicos y columnas de una casa romana. La Naeva romana (actual Cantillana) fue una notable ciudad situada en el estratégico lugar de la atalaya que domina el Guadalquivir junto a la desembocadura del Viar, entre el valle del Guadalquivir y la Sierra, contando con un importante puerto fluvial.
De la riqueza del pasado romano de Cantillana se cuenta con varios hallazgos en el municipio, entre ellos una inscripción hallada en los alrededores de la localidad, localizada en el Museo Arqueológico de Sevilla y la Dama Romana, pero lo más destacado hasta el momento es este importante yacimiento que ha causado gran expectación sobre todo en el mundo de la arqueología.
La excavación arqueológica se encuentra a pocos metros de la torre del reloj y de la Parroquia, así como de la muralla. El mosaico llama la atención por su asombrosa calidad y el excelente estado de conservación, forma una superficie cuadrangular bordeada de una guardilla decorativa y en el centro motivos de peces, siendo escasos los ejemplos de esta temática conservada en la actualidad, por lo que acrecienta el valor del mismo.
Pero lo realmente asombroso es el interesantísimo pozo que se sitúa próximo a un ángulo del mosaico, y que es el único pozo romano que se conoce, con decoración de mosaico en su exterior. En este caso, la temática es diferente, son ninfas y faunos  los que confieren la ornamentación del pozo, del que se conserva toda la superficie, a excepción de una parte del brocal, pudiéndose ser un homenaje al dios baco. Cabe la posibilidad de que el pozo formara parte de una fuente decorativa.
Debido al enclave histórico de las obras a efectuar, el Ayuntamiento contó con  el arqueólogo José Antonio Valiente de Santis para revisar los trabajos, siendo días después cuando sorprendió el hallazgo, primero del brocal del pozo y posteriormente todo el mosaico, y basas de columnas. La expectación causada en el municipio se puso de manifiesto con una enorme difusión en las redes sociales, tanto por el ayuntamiento, páginas de arqueología y medios de comunicación, como por particulares. La prensa también se hizo eco del hallazgo y de las novedades que casi a diario ha ido deparando, y en poco tiempo, este importante hallazgo ha hecho de Cantillana el punto de mira de los amantes de la arqueología y del mundo romano.
Dado el interés suscitado, el ayuntamiento organizó unas jornadas de puertas abiertas para los alumnos de los colegios del pueblo y posteriormente para el público en general, los días 16 y 17 de diciembre, siendo masiva la afluencia de visitantes, sobrepasando el millar de personar.

## Artesanía
Es típica de Cantillana la artesanía de los mantones de Manila por trabajarse a mano por las mujeres cantillaneras las labores del anudado y enrejado de los flecos de seda de los mantones desde el siglo XIX. Gran parte de la producción nacional de estas prendas se elabora en Cantillana, gracias a varios talleres que se dedican a su manufactura y venta.
También es típica del lugar la artesanía de la guarnicionería y talabartería, por la importante afición al mundo del caballo y las numerosas ferias y fiestas, tanto de la zona como de otras provincias, que sirven para la promoción de la economía local.
Una antigua tradición local fue la industria de la alfarería, llegando a tener el pueblo, a finales del XX, cinco hornos obradores, algunos en activo hasta principio de la década de 1980.

## Hermandades
De inicios del siglo XVIII es la dedicada a la Divina Pastora de las Almas (1720), fundada por Fray Isidoro de Sevilla, siendo este mismo, el que al parecer encarga la realización de la talla de la Virgen y de comienzos del siglo XIX es la hermandad dedicada a Ntra. Sra. de la Asunción (1805).
La historia de ambas está llena de episodios de rivalidad popular, que han dado al pueblo notoriedad, con especial fama por sus brillantes cultos y celebraciones. En la actualidad, las fiestas más populares de la localidad coinciden con los actos convocados por estas dos hermandades, el 15 de agosto (Ntra. Sra. de la Asunción) y el 8 de septiembre (Divina Pastora de las Almas). Particularmente celebradas son las Fiestas de la Subida de la Asunción (semana y penúltimo domingo de septiembre) y la Romería al Santuario de la Divina Pastora (semana y último fin de semana de septiembre).
Son también antiguas fundaciones piadosas la Archicofradía del Santísimo Sacramento, la de Ntrª Sra. de la Soledad, Patrona y Alcaldesa Mayor Perpetua de la Villa, la de Ntrº Padre Jesús Nazareno y la de Ntrª Srª del Consuelo. De fundación moderna, la del Stmº Cristo de la Misericordia (unida actualmente a la Sacramental), la de la Entrada en Jerusalén, y la de San Benito Abad.

## Cantillana y el himno de Andalucía
El actual Himno de Andalucía deviene de un antiguo canto piadoso popular, el Santo Dios, que se cantaba en Cantillana como plegaria de rogativas para pedir la lluvia, siendo cantado por los campesinos en sus faenas agrícolas. Blas Infante conoció esta copla religiosa en los años en que fue notario de Cantillana, 1910-1923, siendo la melodía base sobre la que adaptaría la letra que compuso para el himno andaluz. La letra original del Santo Dios que se canta en Cantillana es esta:

Los pecadores pedimos / al Señor continuamente / y por eso le decimos / Santo Dios y Santo Fuerte. / Santo Dios / Santo Fuerte / Santo Inmortal / Líbranos Señor / de todo mal. / Con dolor de nuestros pechos / le pedimos al Señor / que seamos perdonados / ante el Tribunal de Dios. / Santo Dios / Santo Fuerte / Santo Inmortal / Líbranos Señor / de todo mal.

En Cantillana se canta durante la Cuaresma, en los cultos de las Hermandades de Penitencia, durante la Semana Santa, y para las rogativas de lluvia.

## Historia
Fue fundada por los turdetanos, con el nombre de Llia o Hipalia; los primeros asentamientos se remontan al Neolítico de cuyo periodo se han encontrado abundantes restos en la zona.
En la época romana fue denominada Naeva, mencionada por Plinio, perteneciendo al municipio romano de Munigua, instalándose un importante puerto fluvial sobre el Guadalquivir, llegando a acuñar incluso moneda propia donde aparece una cabeza de mujer y un sábalo con atributos agrícolas. Se conservan restos arqueológicos del puerto y de la ciudad romana, con numerosas inscripciones, junto a vestigios de un acueducto, antiguos enterramientos. En noviembre de 2017 se ha descubierto un brocal de un pozo decorado en sus paredes con figuras en movimiento, como sátiros persiguiendo ninfas y un mosaico pavimental con motivos marinos del siglo II. Durante el Bajo Imperio Romano, su nombre cambia, derivándolo de una antigua familia romana denominada Cantillus a la que se le añadió el sufijo "ana". En las Etimologías  (627–630) de san Isidoro de Sevilla aparece como Catiliana.
En la época árabe continúa la importancia de Cantillana, reaprovechando la antigua muralla romana, denominada Catineao Catinana, del que deriva su actual denominación. Constituyó una importante fortaleza en el camino entre Córdoba y Sevilla.
Después de un duro asedio, fue conquistada por Fernando III en el mes de abril de 1247. Con el título de Villa, fue donada por Fernando III en el repartimiento de Sevilla, a la Orden de Santiago en 1248, pero pasó en 1252 al señorío de la iglesia de Sevilla. La villa contribuyó en diferentes ocasiones a los gastos de la Corona en tiempo de los Reyes Católicos; en el Ayuntamiento se conserva un privilegio rodado  que otorgaron los Reyes a la villa. El rey Felipe II la enajenó en 1574 y concedió la titularidad del señorío a Juan Antonio Vicentelo Leca (Ier.Señor de las villas de Cantillana, Brenes y Villaverde del Río). En 1611 Felipe III crea el Condado de Cantillana y nombra a Juan Antonio Corzo Vicentelo de Leca y Toledo primer Conde de Cantillana.  Por patrocinio de los Vicentelo se fundaron cinco capellanías. Edificaron casa palacio junto a la Iglesia parroquial. 
Antiguamente fueron famosos los barqueros y pescadores de Cantillana.

## Rutas saludables
- Las Viñas
- El palmitero
- La zanahoria
- Los carrizos
- Los molinos que recorre cantillana por montañas a fin del término de Cantillana
- Nacimiento del Río Viar

## Superficie de los distintos cultivos
(Datos referido al año 1986)
| REGADIO           | SECANO              |
| ----------------- | ------------------- |
| Maíz....2800 Ha   | Trigo......1300 Ha  |
| Girasol...800 Ha  | Girasol....1100 Ha  |
| Patatas...450 Ha  | Pastizal....1000 Ha |
| Alcachofa..450 Ha | Encinar.....900 Ha  |
| Melonar...250 Ha  | Cebada,avena.300 Ha |
| Algodón...220 Ha  | Olivar......250 Ha  |
| Lechugas...120 Ha | Matorral....150 Ha  |
| Remolacha..100 Ha |                     |
| Hortaliza...80 Ha |                     |
| Pastos.....40 Ha  |                     |
| Naranjos...700 Ha |                     |
| Melocotón...90 Ha |                     |
| Peras......7 Ha   |                     |
| Chopos.....26 Ha  |                     |